# Pointe de Chavanette
Pointe de Chavanette är en bergstopp i Schweiz. Den ligger i den sydvästra delen av landet, 100 km sydväst om huvudstaden Bern. Toppen på Pointe de Chavanette är 2 264 meter över havet.
Terrängen runt Pointe de Chavanette är bergig åt nordost, men åt sydväst är den kuperad. Närmaste större samhälle är Monthey, 14,7 km nordost om Pointe de Chavanette. 
Trakten runt Pointe de Chavanette består i huvudsak av gräsmarker. Runt Pointe de Chavanette är det ganska glesbefolkat, med 26 invånare per kvadratkilometer.